# くじら座94番星
くじら座94番星は、くじら座の方角に約74光年の距離にある連星である。

## 連星系
1828年、ジョン・ハーシェルが二重星であることを発見した。1836年には、この2つの恒星の連星としての性質が初めて求められた。2010年、伴星の周りに更に伴星があることが発見され、3重連星系であることがわかった。
くじら座94番星Aは1.3太陽質量のF型主系列星、くじら座94番星Bとくじら座94番星Cは赤色矮星である。伴星Bと伴星Cとは、約1AU離れてほぼ1年周期で公転し、伴星BとCの系は、主星Aから約220AU離れて約2,029年周期で公転している。
スピッツァー宇宙望遠鏡やハーシェル宇宙望遠鏡の観測から、くじら座94番星は遠赤外線の放射が通常よりも強く、星周塵の円盤が存在するとみられる。この星周塵は、主星Aだけでなく、伴星BとCの系の周り、そして3重連星系全体の周りにも存在する可能性が指摘されている。

## 惑星系
2000年8月7日、くじら座94番星Aの周りを公転する太陽系外惑星くじら座94番星bが発見された。ウラジミール・リラは、Telemachusと呼ぶことを提案している。くじら座94番星ではハビタブルゾーンは個々の恒星の周囲に存在しており、主星の周囲は1.92-3.3au、伴星の周囲は0.15-0.25auの範囲がハビタブルゾーンになっていると見積もられている。連星系では2つの恒星から受ける複雑な摂動のため惑星が安定した軌道に存在できない領域が存在するが、くじら座94番星系の場合、主星と伴星のそれぞれ27.3auと17.8au以内の領域では安定した軌道を維持できると考えられている。ハビタブルゾーンはこの力学的に安定した範囲の内側に深く収まっているためそこに惑星があったとしても軌道の安定性に問題は生じない。
| 名称 （恒星に近い順） | 質量             | 軌道長半径 （天文単位） | 公転周期 (日) | 軌道離心率    | 軌道傾斜角 | 半径 |
| --------------------- | ---------------- | ----------------------- | ------------- | ------------- | ---------- | ---- |
| b                     | > 1.37 ± 0.12 MJ | 1.305 ± 0.016           | 466.2 ± 1.7   | 0.063 ± 0.062 | —          | —    |